# Chaunoplectella stelleta
Chaunoplectella stelleta är en svampdjursart som beskrevs av Isao Ijima 1927. Chaunoplectella stelleta ingår i släktet Chaunoplectella och familjen Leucopsacidae.
Artens utbredningsområde är havet kring Indonesien. Inga underarter finns listade i Catalogue of Life.